# Little Eaton
Little Eaton är en ort och civil parish i Storbritannien.   Den ligger i distriktet Erewash i grevskapet Derbyshire i England, i den södra delen av landet, 190 km nordväst om huvudstaden London. Little Eaton ligger 59 meter över havet och antalet invånare är 2 060.
Terrängen runt Little Eaton är huvudsakligen platt. Little Eaton ligger nere i en dal. Runt Little Eaton är det mycket tätbefolkat, med 2 431 invånare per kvadratkilometer. Närmaste större samhälle är Derby, 5,4 km söder om Little Eaton. Omgivningarna runt Little Eaton är en mosaik av jordbruksmark och naturlig växtlighet.